# Tanystylum grossifemorum
Tanystylum grossifemorum là một loài nhện biển trong họ Ammotheidae. Loài này thuộc chi Tanystylum. Tanystylum grossifemorum được miêu tả khoa học năm 1942 bởi Hilton.